# Simian Mobile Disco
Simian Mobile Disco is een Engels dance-productie- en remixteam. Het is gevormd door de resten van Simian in 2005. Simian Mobile Disco bestaat uit James Ellis Ford en James Anthony Shaw.
Ze hebben een aantal singles uitgebracht, waaronder The Count. Ze zijn echter meer beroemd geworden door hun remixen van bands als The Go! Team, Air en anderen.
Aan het eind van de jaren 90 studeerden James Ford en Jas Shaw respectievelijk Biologie en Filosofie aan de universiteit van Manchester. Ze maakten elektronische muziek in hun huis. Samen met hun huisgenoot Simon Lord en vriend Alex MacNaughten vormden ze de band Simian.
Tijdens de tour die ze deden boekten James en Jas enkele dj-shows waar ze draaiden onder de naam Simian Mobile Disco.
Op hetzelfde moment besloot hun platenmaatschappij een wedstrijd uit te schrijven voor wie de beste remix maakte van het Simian nummer Never Be Alone. Het toen nog onbekende Franse duo Justice deed mee en won de wedstrijd. Verschillende dj's als Erol Alkan pikten het nummer op en mede daardoor werd het een succes. Daarom maakte Simian Mobile Disco een paar eigen nummers en brachten deze uit op de labels van vrienden.
Ze toerden als dj's erg veel en werden geboekt voor onder andere de Club NME Tour en draaiden in clubs als Fabric.
Toen werden ze getekend bij het label Witchita. Daar brachten ze hun debuutalbum Attack Decay Sustain Release uit op 4 juni 2007. Alle nummers op het album werden clubhits. Op dit album werkten ze samen met onder anderen Simon Lord, Barry Dobbin (Clor) en Ninja (Go! Team).

## Discografie

### Albums
| Album met hitnotering(en) in de Vlaamse Ultratop 200 albums | Datum van verschijnen | Datum van binnenkomst | Hoogste positie | Aantal weken | Opmerkingen |
| ----------------------------------------------------------- | --------------------- | --------------------- | --------------- | ------------ | ----------- |
| Temporary pleasure                                          | 14-08-2009            | 29-08-2009            | 49              | 4            |             |
| Unpatterns                                                  | 11-05-2012            | 26-05-2012            | 100             | 1            |             |

### Singles
| Single met hitnotering(en) in de Vlaamse Ultratop 50 | Datum van verschijnen | Datum van binnenkomst | Hoogste positie | Aantal weken | Opmerkingen |
| ---------------------------------------------------- | --------------------- | --------------------- | --------------- | ------------ | ----------- |
| Audacity of huge                                     | 2009                  | 15-08-2009            | tip6            | -            |             |
| Seraphim                                             | 12-03-2012            | 21-04-2012            | tip92           | -            |             |